# جون برغماير
جون بُرغماير (John Burgmeier) هو مؤدي أصوات أمريكي ولد في 24 أكتوبر 1974 في شيكاغو، إلينوي.

## أدواره في الأنمي

### مسلسلات أنمي تلفزيونية
- يو يو هاكوشو - كوراما/يوكو كوراما
- دراغون بول - تنشينهان
- دراغون بول Z - تنشينهان، غريغوري
- دراغون بول GT - تنشينهان
- دراغون بول كاي - تنشينهان، غريغوري
- فروتس باسكت - شيغوري سوما
- باسيليسك - تشيكوما كوشيرو
- باكانو! - إلمر سي. ألباتروس
- ون بيس - فولبودي، لاكي رو
- خيميائي الفولاذ - دولشيتو
- خيميائي الفولاذ FULLMETAL ALCHEMIST - دولشيتو
- جانسلينجر جيرل - خوسيه
- بلاك كات - ريفر زاستوري
- موشيشي - شيرو
- سبايرال - آيز روذرفورد
- ترينيتي بلاد - هيو دو واتو
- جيغوكو شوجو - هاجيمي شيباتا
- نادي مضيفي ثانوية أوران - تتسويا سندو
- تسوباسا كرونيكل - سوسيكي
- أسطول الزجاج - ميشيل فولبان الحقيقي أخو ميشيل
- ذئب وتوابل - زيرين
- موشيشي - شيرو (من طرف البحر)
- عدن الشرق - هاروو كاسوغا
- إينيشال دي - تاكيشي ناكازاتو
- ساندز أوف ديستراكشن - والد مورتي أشيرا
- فتى الرمال - ماتسو
- ساموراي 7 - كانزو
- سبيد غرافر - أوداوارا
- شيكي - سيشين موروي

### أنمي الإنترنت
- هيتاليا Axis Powers - سويسرا

### أفلام أنمي
- أغيتو ذو الشعر الفضي - كاين
- عدن الشرق: الفيلم الأول: The King of Eden - هاروو كاسوغا

## وصلات خارجية
- جون برغماير على موقع IMDb (الإنجليزية)
- جون برغماير على موقع قاعدة بيانات الفيلم (الإنجليزية)
- جون برغماير على موقع ANN person (الإنجليزية)